# UE Sant Andreu
UE Sant Andreu ist ein spanischer Fußballverein aus dem Ortsteil Sant Andreu de Palomar aus der katalanischen Großstadt Barcelona. Der im Jahre 1909 gegründete Verein spielt aktuell in der Segunda División B.

## Geschichte

### Die Anfänge
Junge Leute aus Sant Andreu del Palomar bildeten Anfang 1909 zwei Sportvereinigungen, die Zeta und Andreuenc genannt wurden. Am 8. Oktober 1909 schlossen sich beide zum Club de Fútbol Andreuenc zusammen. Das erste Spiel nach der Fusion endete am 25. November 1909 mit einem 2:0-Sieg gg. Provençalenc. Die Vereinsfarben waren rot-weiß.

### CF Andreuenc
In der Saison 1909/10, der ersten in der Vereinsgeschichte konnte sofort die Meisterschaft in der zweiten katalanischen Liga errungen werden. Dieser Erfolg konnte 1917/18 wiederholt werden, jedoch unterlag man in einem Entscheidungsspiel dem FC Terrassa mit 0:3.

### L’Avenç del Sport
Im Jahre 1913 wurde der Verein in L’Avenç del Sport gegründet. Dieser Name geht auf den katalanischen Nationaldichter und Schriftsteller Ignasi Iglésias zurück, der ein guter Freund von Clubgründer Lluís Montell war. In den folgenden Jahren konnte sich der Club in der Region einen Namen machen und spielte unter anderem gegen die großen Stadtrivalen FC Barcelona und Espanyol Barcelona.

### Unió Esportiva
Am 14. Juni 1925 wurde die Fusion von CF Andreuenc und L’Avenç del Sport bekannt gegeben. Der Club wurde in Unió Esportiva Sant Andreu umbenannt und durch zwei weitere Sportvereine verstärkt. Der Radsportverein Esport Ciclista Andreuenc und der Leichtathletik-Verein Secció Atlètica Vida schlossen sich der Fußballabteilung an.
Es sollte bis zur Saison 1950/51 dauern, bis die Katalanen erstmals in der Segunda División vertreten waren. In der mit sagenhaften 32 Teams besetzten Liga konnte auf Anhieb ein guter sechster Platz erreicht werden. Zwei Jahre später musste der Verein jedoch wieder den Gang in die Drittklassigkeit antreten.
Erst 1969/70 gelang die Rückkehr in die mittlerweile auf 20 Vereine ausgedünnte Segunda División. Bis 1977 spielte der Verein acht Jahre in Folge in Liga 2. Im Fernduell mit dem FC Pontevedra und Córdoba CF mussten sich die Katalanen schließlich durch eine Auswärtsniederlage bei Calvo Sotelo geschlagen geben und absteigen. Später gelang nie mehr die Rückkehr in den Profifußball. Nach mehreren Auf- und Abstiegen wurde UE Sant Andreu in die vierte Liga durchgereicht. Nach dem Abstieg 2006/2007 aus der Segunda División B gelang Sant Andreu nach einem Jahr der sofortige Wiederaufstieg.

## Stadion
UE Sant Andreu spielt im Estadi Narcís Sala, welches eine Kapazität von 15.000 Zuschauern hat und dessen Spielfeld 102 × 64 Meter misst. Das Stadion wurde am 19. März 1970 eingeweiht.

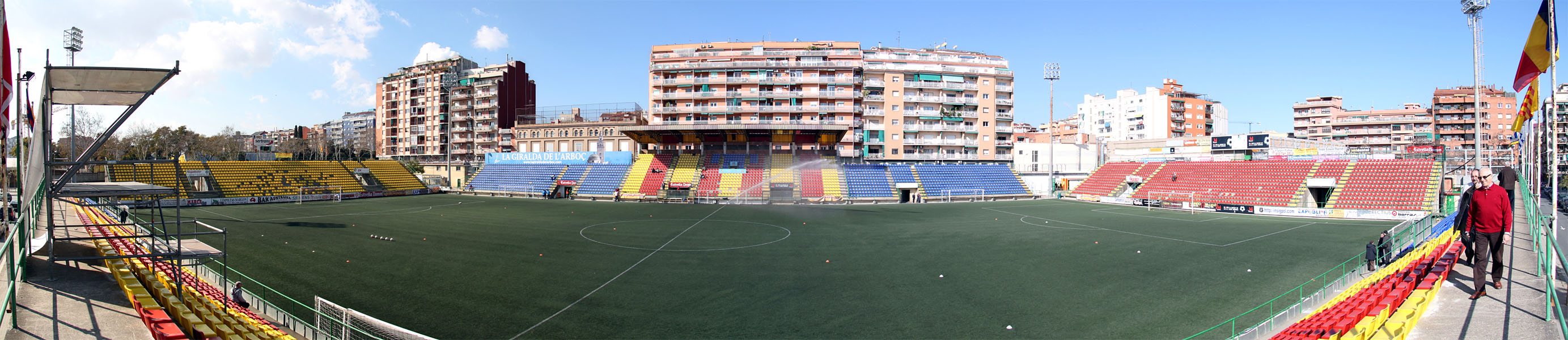
Panorama von Estadi Narcís Sala
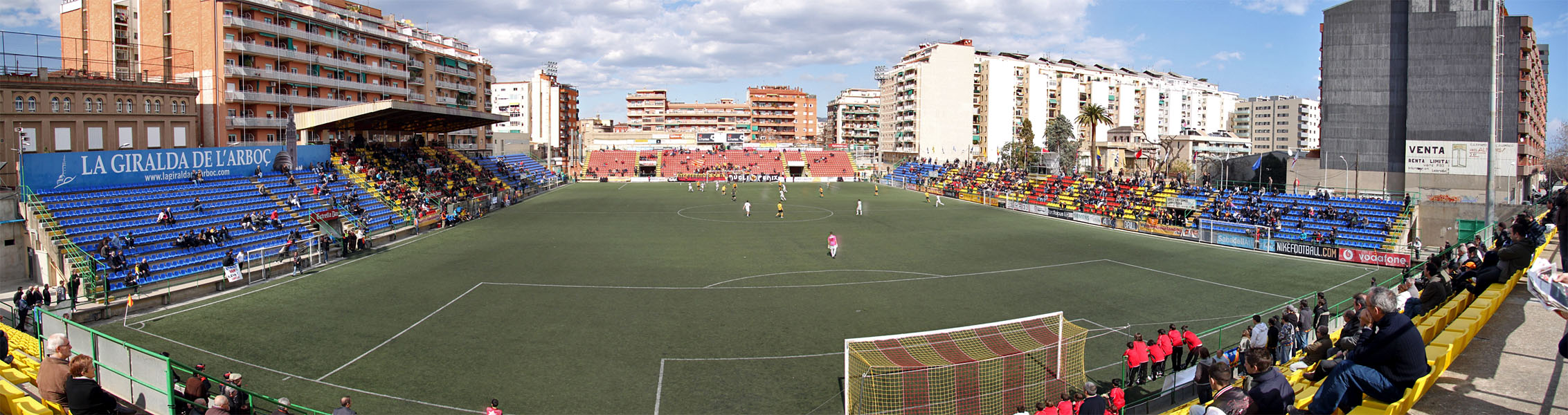
UE Sant Andreu gegen CD Teruel am 27. Februar 2011 im Estadi Narcís Sala

## Statistik
- Spielzeiten Primera División: -
- Spielzeiten Segunda División: 11
- Spielzeiten Segunda División B: 14
- Spielzeiten Tercera División: 39
- Spielzeiten Divisiones Regionales de Fútbol: 7
- Beste Ligaplatzierung: 4. Platz in der Segunda División 1976/77

## Erfolge
- Copa Catalunya: 2009, 2019
- Meister Segunda División B (1): 1992
- Meister Tercera División (5): 1950, 1958, 1969, 1985, 1990
- Viertelfinale Copa del Rey: 1970/71

## Trainer
- Ferdinand Daučík (1969–1970, 1973–1974, 1976–1977)
- Domènec Balmanya (1974–1975) – u. a. spanischer Nationaltrainer